# Luigi De Manes
Luigi De Manes (Napoli, 1º gennaio 1900 – Napoli, 27 maggio 1972) è stato un allenatore di calcio e calciatore italiano.
Anche noto come Gigino De Manes o Gigione De Manes, nel corso della sua carriera ha sempre guidato formazioni campane.

## Carriera
Inizia ad allenare nelle serie minori campane. Nella stagione 1930-31 è chiamato alla guida del Dopolavoro A. Padovani Giugliano che milita nel campionato di terza divisione. Nel 1932 allena la Fuorigrottese in Seconda Divisione, e nel 1933 guida i bianconeri dell'U.S. Aversana, sempre nello stesso campionato. L'anno successivo assume la guida tecnica dell'Audace Napoli. Dopo un anno è al timone della Rappresentativa Campana dove ha modo di allenare i vari Zontini, Zanni, Busiello e Giraud. L'anno seguente viene ingaggiato dallo Spolettificio di Torre Annunziata, portando gli oplontini alla vittoria in campionato ottenendo la promozione in Serie C. Nei successivi tre anni è alla guida prima del GUF Napoli e poi della Rappresentativa Napoletana, tra le cui file fu convocato Ercole Castaldo.

Il 1º giugno del 1944, insieme ad altri soci, costituisce la Società Polisportiva Napoli, di cui ne sarà l'allenatore. Il 19 gennaio 1945 il club si fonde con la Società Sportiva Napoli, nata nel maggio del 1944, dando vita all'Associazione Polisportiva Napoli, che gli affida la guida il 28 gennaio, in modo da poter preparare la squadra per il Campionato Campano. Alla ripresa dei campionati lascia la guida tecnica della squadra, che sarà affidata a Raffaele Sansone. Dalla società azzurra viene richiamato il 15 febbraio 1949 a titolo provvisorio tra l'esonero di Borel e l'ingaggio di Mosele. Della squadra della sua città, negli anni cinquanta allenerà anche le giovanili.

## Palmarès

### Allenatore

#### Competizioni nazionali
- Prima Divisione: 1

Nola: 1945-1946

#### Competizioni regionali
- Prima Divisione: 1

Spolettificio Torre Annunziata: 1937-1938